# Gabriele Mirri
Gabriele Mirri (* 2. Mai 1951 in Seriate) ist ein ehemaliger italienischer Radrennfahrer.

## Sportliche Laufbahn
Mirri war im Straßenradsport aktiv. Er blieb in seiner gesamten Laufbahn Amateur. 1973 siegte er im Eintagesrennen Trofeo Torino–Biella und im Etappenrennen Giro della Valle d’Aosta vor Leonardo Mazzantini. Mailand–Tortona gewann er 1974 und kam in der Tour de l’Avenir beim Sieg von Enrique Martínez Heredia auf den dritten Gesamtrang. In Frankreich siegte er in der Tour de Roussillon mit einem Etappensieg. 1978 holte er einen Etappensieg im Giro del Bergamasco. 1979 gewann er den Giro del Mendrisiotto und den Gran Premio Industria Artigianato e Commercio Carnaghese. Die Internationale Friedensfahrt fuhr er 1975 und wurde dabei 19. und damit bester Italiener. Im Rennen der Straßenradsport-Weltmeisterschaften 1974 kam er auf den 18. Platz.